# Rechenstäbe nach Genaille-Lucas
Die Rechenstäbe nach Genaille-Lucas (auch Genaille-Stäbe genannt) sind ein arithmetisches Hilfsmittel, das 1885 von dem französischen Eisenbahningenieur Henri Genaille erfunden wurde. Das Gerät ist eine Variante der Napierschen Rechenstäbchen. Durch die grafische Darstellung kann der Benutzer die Ergebnisse einfacher Multiplikationen direkt ablesen, ohne mentale Zwischenrechnungen.

## Geschichte
Im Jahr 1885 stellte der französische Mathematiker Édouard Lucas während einer Sitzung der Académie française ein arithmetisches Problem vor. Genaille, der bereits für die Erfindung zahlreicher arithmetischer Hilfsmittel bekannt war, entwickelte seine Rechenstäbe im Zuge der Lösung dieses Problems und stellte seine Erfindung 1891 der Académie française vor. Genailles Rechenstäbe waren in der Folge weit verbreitet, ihre Nutzung aber nur von kurzer Dauer, da mechanische Geräte bald die manuellen Rechenmethoden verdrängten.

## Multiplikation

Die Multiplizierstäbe

Ein vollständiger Satz der Genaille-Lucas-Stäbe für die Multiplikation besteht aus einem Index- und zehn Zahlenstreifen. Die Zahlenstreifen haben je eine Spalte mit Dreiecken und eine mit Zahlen.
Wenn man die Stäbe in der richtigen Reihenfolge anordnet, kann man damit multiplizieren. Z. B. die Multiplikation von 52749 mit 4: Fünf Stäbe, je einer für jede Ziffer der Zahl 52749, werden neben den Index-Stab gelegt (Abb. 1).
Der zweite Multiplikand ist 4, also schauen wir uns die vierte Reihe an (Abb. 2).

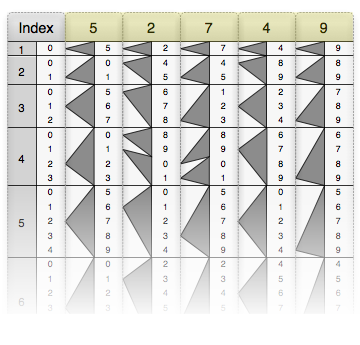
Abb. 1
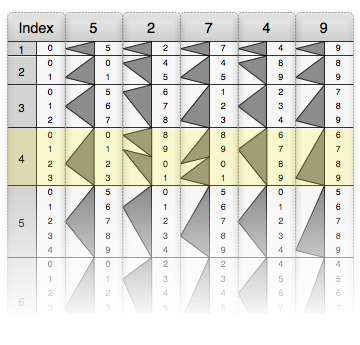
Abb. 2

Wir beginnen mit der obersten Zahl in der letzten Spalte der ausgewählten Zeile, in diesem Fall der 6 (Abb. 3).
Das graue Dreieck zeigt den Weg zur nächsten Zahl, einer 9 (Abb. 4).

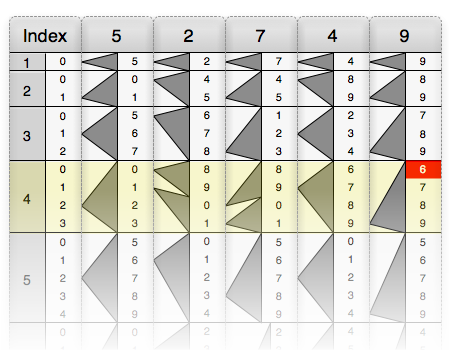
Abb. 3
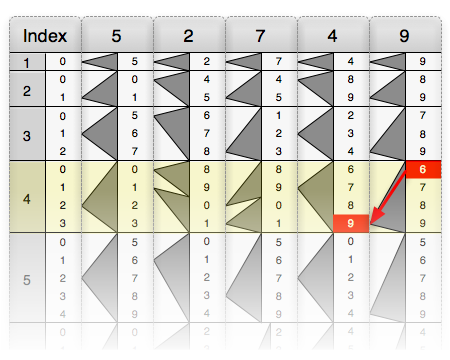
Abb. 4

Wir folgen weiter den Dreiecken von rechts nach links, bis wir die erste Spalte erreicht haben (Abb. 5).
Dann lesen wir die besuchten Ziffern ab. Das rot dargestellte Produkt ist 210996.

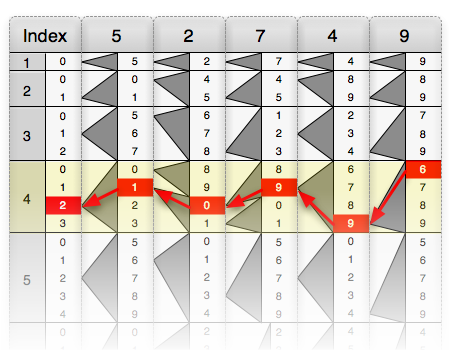
Abb. 5

## Division

Die Dividierstäbe

Schon bald nach den Multiplikationsstäben wurden auch Rechenstäbe für die Division entwickelt. Sie sind ähnlich wie die Multiplikationsstäbe angeordnet, wobei der Indexstab auf der linken Seite den Divisor angibt und die folgenden Stäbe die Ziffern des Dividenden darstellen. Danach folgt rechts ein spezieller "Rest"-Stab.
Der Quotient wird von links nach rechts gelesen, indem man den Linien von einem Stab zum nächsten folgt. Der Weg der Ziffern endet mit einer Zahl auf dem Reststab, die den Divisionsrest angibt.